# 烟色斑叶兰
烟色斑叶兰（学名：Goodyera fumata），为兰科斑叶兰属下的一个植物种，生长在台湾、海南、云南和西藏。
尾唇斑叶兰是一种约高90厘米的植物，它的茎肉质粗壮，每根茎上有六枚叶子。在直立的茎的下面还有匍匐在地面上的根状茎。叶子长16至19厘米，宽约五厘米。大致为椭圆形，但是端部是尖的。叶子的正面是绿色的，背面是淡绿色的。叶柄长五至七厘米，在根部有包笼的鞘。
开花期在三月和四月。花是40朵生长在同一根花茎上的单独的花，花序为总状花序。花茎上有浓密的棕红色柔软的短毛。花长可达30厘米。苞片和子房上都有柔软的短毛。花是黄色的，有香味。花瓣长约九毫米，宽1毫米。雌蕊长约五毫米。

## 扩展阅读
- 維基物種上的相關：尾唇斑叶兰